# Wilfried Hannes
Wilfried Hannes (Düren-Echtz, 17 de maio de 1957) é um ex-futebolista profissional e treinador alemão que atuava como defensor.

## Carreira
Wilfried Hannes fez parte do elenco da Seleção Alemã de Futebol, da Copa de 1982.